# يو إتش-1 إركويس
يو إتش-1 إركويس (بالإنجليزية: Bell UH-1 Iroquois)‏ هي مروحية عسكرية متعددة الأغراض تعمل بمحرك عمود دوران توربيني واحد، تم تصنيعها من طرف شركة بيل للمروحيات لسد حاجيات القوات البرية للولايات المتحدة فيما يخص الإخلاء الطبي وكمروحية متعددة الاستعمالات في عام 1952، وتم أول طيران بها في 20 أكتوبر 1956, وبدأ تصنيعها في مارس من العام 1960. وهي أول مروحية بمحرك توربيني يستخدمها الجيش الأمريكي، وقد صنع منها أكثر من 16,000 مروحية. شاركت في حرب فيتنام مع الجيش الأمريكي في أولى مهماتها، حيث أستُخدمت في العديد من الأغراض المختلفة، كإجراء الدعم العام، والهجوم الجوي، الخدمات اللوجستية، الإخلاء الطبي الجوي، البحث والإنقاذ، الحرب الإلكترونية، ومهام الهجوم الأرضي. حملت طائرات الإركواس المسلحة مجموعة متنوعة من الأسلحة، بما في ذلك الصواريخ وقاذفات القنابل اليدوية والمدافع الرشاشة، وغالبًا ما تم تعديلها في الميدان لتناسب عمليات محددة. عُرفت بلقب «هيوي» نتيجة لاسمها الأصلي HU-1 عام 1962, ولكن عدلت لاحقا إلى UH-1, وبقي «هيوي» لقبها الشائع. شاركت 7,000 منها في حرب فيتنام، وقد تم تدمير أكثر من 3,300 منها.

## مواصفات (UH-1D)
الخصائص العامة
- طاقم: 1–4
- سعة: 3,880 lb (1,760 kg) including 14 troops, or 6 stretchers, or equivalent cargo
- طول: 57 قدم 1 بوصة (17.40 م) with rotors
- عرض: 8 قدم 7 بوصة (2.62 م) (Fuselage)
- ارتفاع: 14 قدم 5 بوصة (4.39 م)
- الوزن فارغة: 5,215 رطل (2,365 كـغ)
- الوزن الإجمالي: 9,040 رطل (4,100 كـغ)
- وزن الإقلاع الأقصى: 9,500 رطل (4,309 كـغ)
- محركات: 1 × Lycoming T53-L-11 محرك عمود دوران توربيني, 1,100 shp (820 كـو)
- قطر الدوار الرئيسي:    48 قدم 0 بوصة (14.63 م)

أداء
- السرعة القصوى: 135 ميل/س (217 كم/س؛ 117 عقدة)
- سرعة العبور: 125 ميل/س (109 عقدة؛ 201 كم/س)
- مدى: 315 ميل (274 nmi؛ 507 كـم)
- سقف الخدمة: 19,390 قدم (5,910 م) (Dependent on environmental factors such as weight, outside temp., etc)
- معدل الصعود: 1,755 قدم/د (8.92 م/ث)
- الطاقة / الكتلة: 0.15 hp/lb (0.25 kW/kg)

تسليح

Variable, but may include a combination of:
- 2 × 7.62 mm إم 60, or 2 × 7.62 mm مينيغون machine gun
- 2 × 7-round or 19-round 2.75 in (70 mm) rocket pods
- 2 × 7.62 mm راينميتال أم جي 3 (الجيش الألماني (هير) and German سلاح الجو الألماني (لوفتڤافه))
- 2 × .303 براوننغ إم1919 (مدفع رشاش) (Rhodesian, twin machine guns mounted on port side)

### 

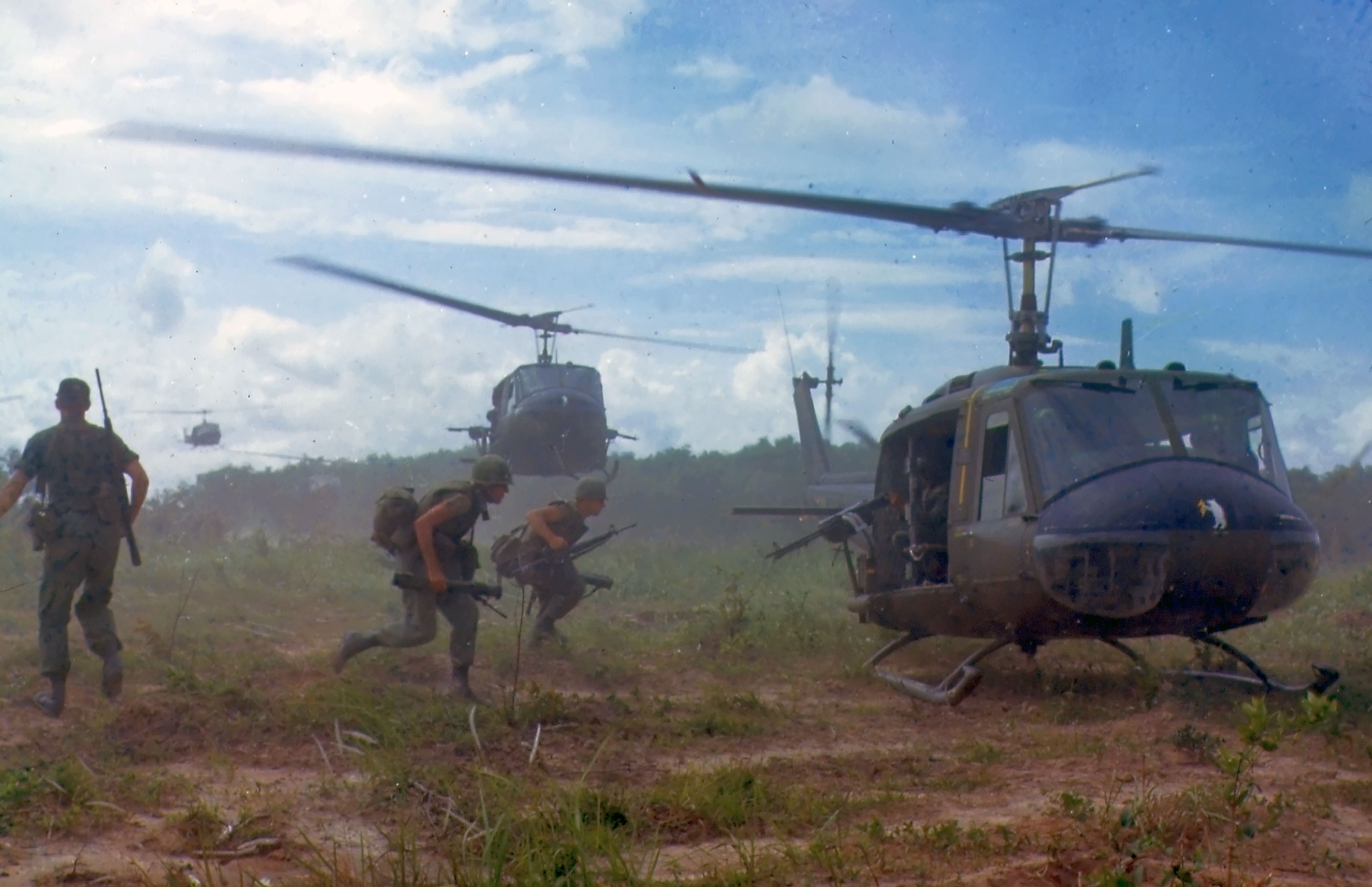
طائرات هيوي تقوم بنقل أعضاء الكتيبة الثانية، فوج المشاة الرابع عشر، في حرب فيتنام عام 1966.

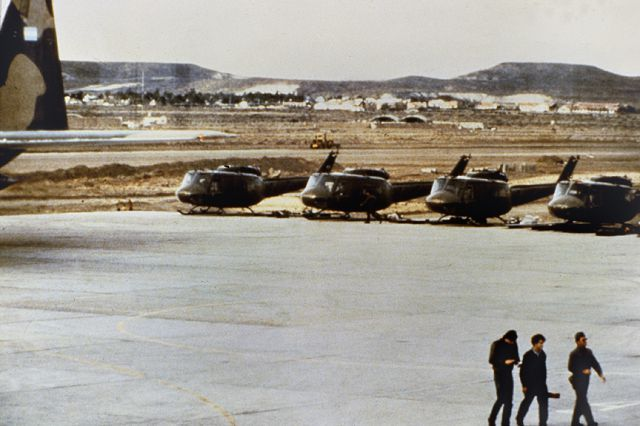
الأرجنتين Hueys (without rotors) during the حرب الفوكلاند

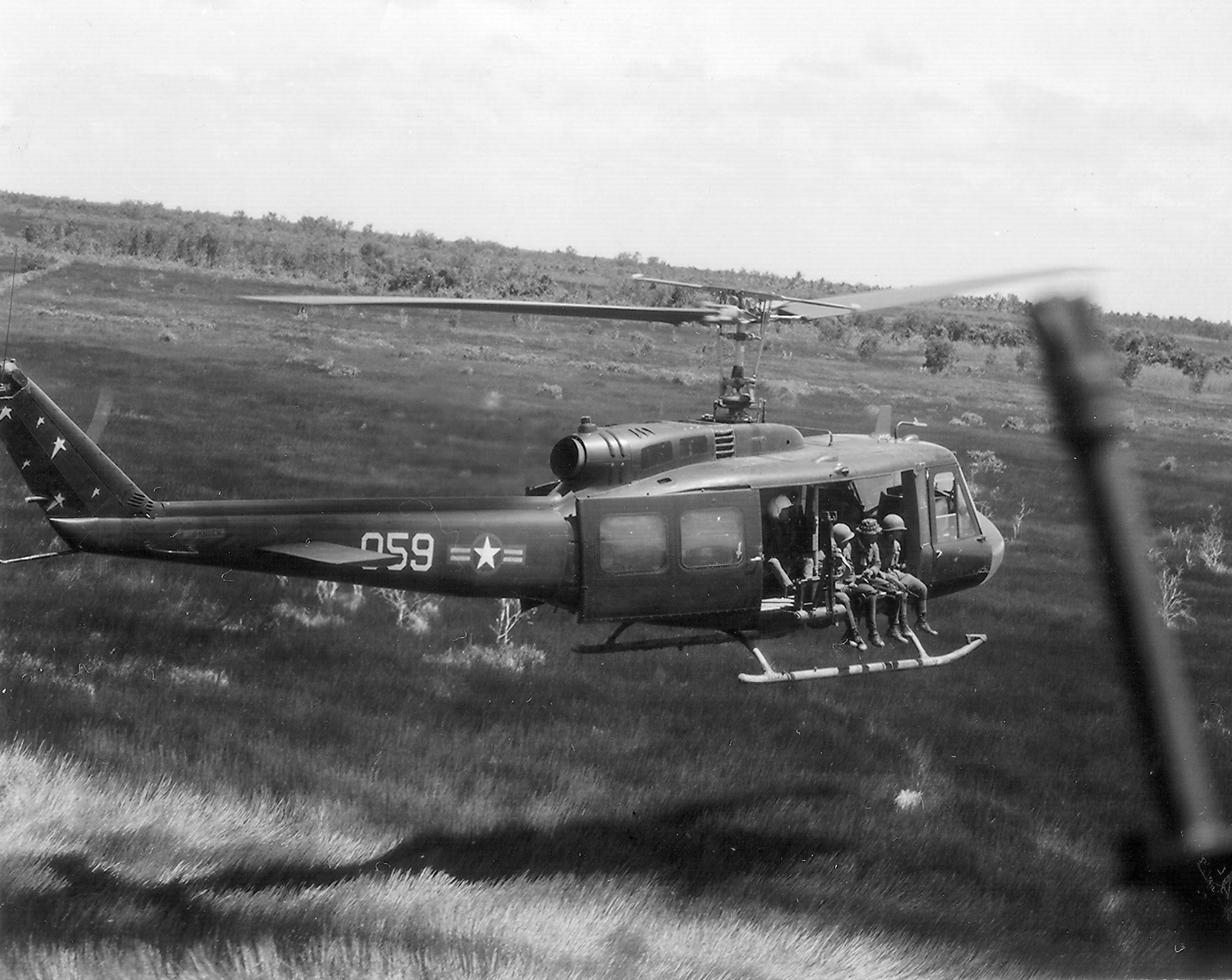
طائرة تابعة للقوات الجوية لجمهورية فيتنام (فيتنام الجنوبية) تهبط خلال مهمة قتالية عام 1970

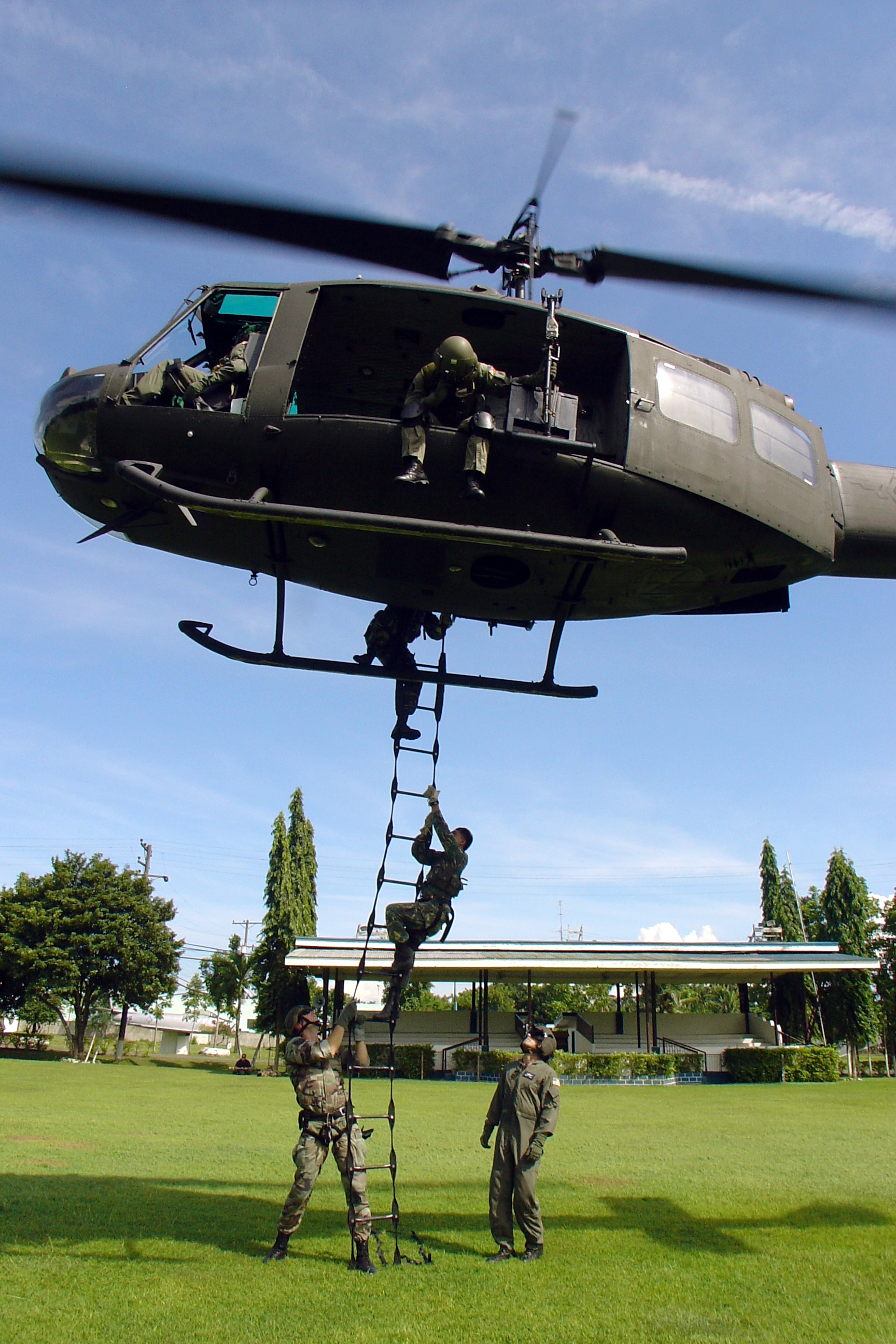
القوات الجوية الفلبينية مع وحِدة تابعة للقوات الجوية الأمريكية خلال تدريب مشترك.

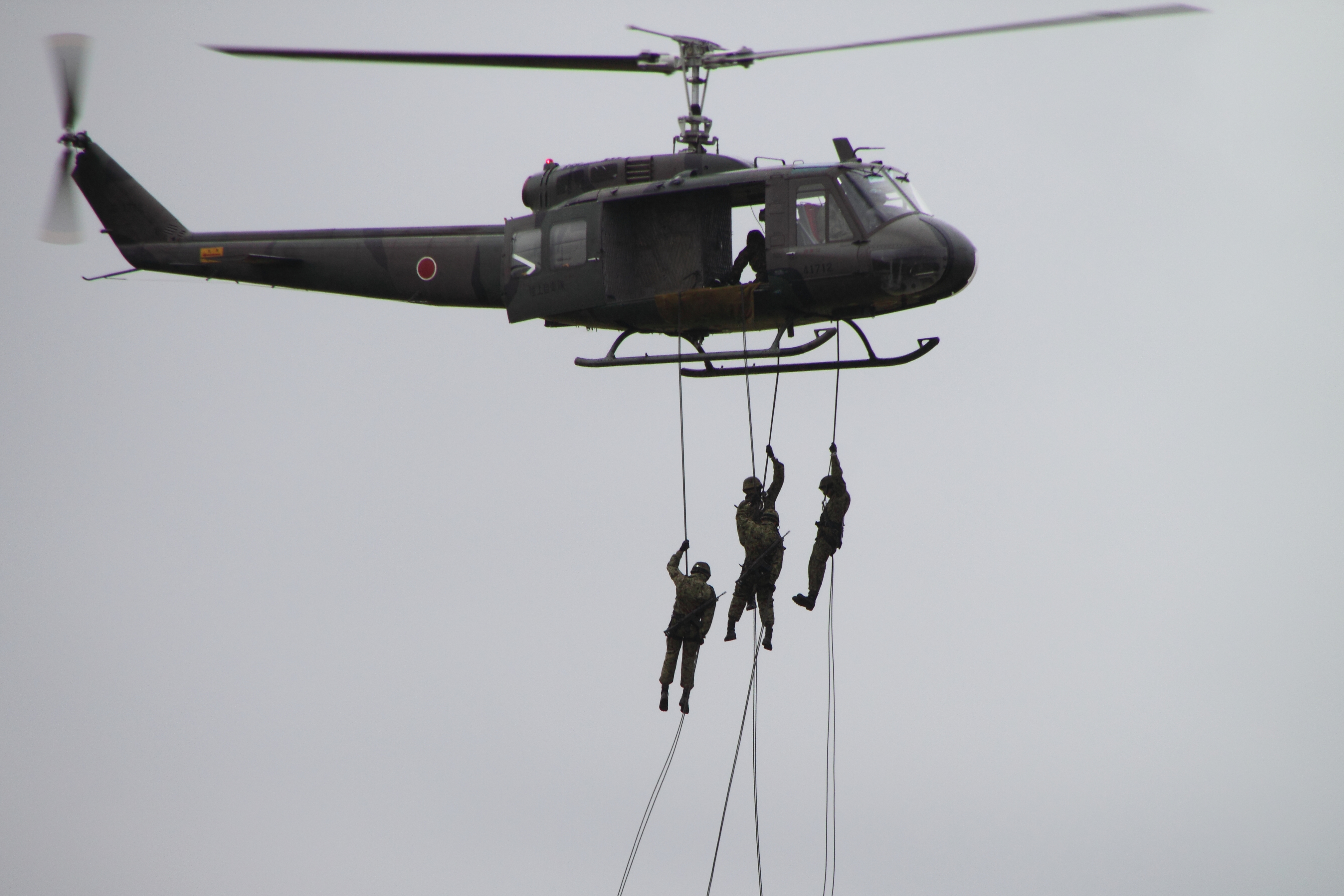
طائرة يابانية من طراز UH-1H تستخدمها قوات الدفاع الذاتي البرية اليابانية خلال معرض عام للجنود.

## مستخدمون

### أفغانستان
- القوات الجوية الأفغانية[3]

### ألبانيا
- القوات الجوية الالبانية[3]

### الأرجنتين
- القوات المسلحة لجمهورية الأرجنيتن[3]
- سلاح الأرجنتين الوطني[4]

### بوليفيا
- سلاح الجو البوليفي[3]

### البوسنة والهرسك
- القوات الجوية للبوسنة والهرسك [3]

### البرازيل
- القوات الجوية البرازلية[3]

### كولومبيا
- القوات الجوية الكولومبية[3][5]
- الجيش الوطني الكولومبي[3]

### جمهورية الدومينيكان
- سلاح الجو الدومنيكي[3][6]

### السلفادور
- القوات الجوية في السلفرادو[3]

### جورجيا
- القوات الجوية الجورجية[3]

### ألمانيا
- القوات الجوية الألمانية [3]
- الفيدرالية [7]

### اليونان
- القوات اليونانية الجوية[3]
- الجيش اليوناني[3]

### غواتيمالا
- غواتيمالا[3]

### هندوراس
- هندوراس [3]

### العراق
- القوات الجوية العراقية[3]

### إيطاليا
- الجيش الايطالي[3]

### اليابان
- قوة الدفاع الذاتي البري الياباني [3]

### لبنان
- القوات الجوية اللبنانية[8][9]

### مقدونيا
- سلاح الجو المقدوني[3]

### المغرب
- القوات الجوية الملكية المغربية[3]